# Oversættelse
At oversætte er at omdanne en tekst (kildeteksten) til en anden (målteksten). Oversættelse kan ske fra ét sprog til et andet (interlingual oversættelse), men også i sjældnere tilfælde på et og samme sprog (intralingual oversættelse). Fx ved oversættelse af en tekst med højt LIX-tal til et lavere.
Oversættelse kan ske mellem ens eller forskellige medier. Der kan fx oversættes fra tekst til tekst (fx oversættelse af en roman), fra tale til tekst (fx undertekstning), fra tale til tale (fx tolkning), fra ukendt tekst til tale (primavista-oversættelse eller simultanoversættelse) osv.
Af hensyn til oversættelsesstudier er det måske bedre at betegne fortolkning som en underkategori af oversættelse.
Oversættelsesprocessen deles i to:
1. Betydningen skal være afkodet fra kildesproget
2. Denne betydning skal gendannes på målsproget.

En præcis oversættelse kræver viden inden for både semantik og kultur.
En god oversættelse er baseret på to idealer:
1. Troskab; oversættelsen er nøjagtig. Også af fejl uden tilføjelser, over- eller underfortolkninger
2. Autenticitet. Oversættelsen virker, som om teksten var skrevet på læserens modersmål

En ord-for-ord-oversættelse fører til, at der tabes meget ikke kun pga. kulturelle forskelle, men også fordi sproglige faktorer som idiomer overses.
En god oversætter er både god til kildesproget og målsproget. Derfor oversætter de fleste til deres modersmål.

## Former for oversættelser
Al litteratur og tale kan oversættes: romaner, film, computerprogrammer og videospil, digte, taler og faglitteratur.

### Faglitteratur
Oversat faglitteratur kan være handelsaftaler, officielle og akademiske tekster.
Faglitteratur plejer at være lettere at oversætte end skønlitteratur, da betydningen er vigtigere end formen, og fordi indholdet er mindre metaforisk.
Faglitteratur som økonomi, jura og teknik oversættes i reglen af professionelle med specifikt kendskab til området. Mange virksomheder uddelegerer oversættelser til oversættelsesbureauer.

## Uforståelige oversættelser
Det kan resultere i uforståelige oversættelser, hvis oversættere mangler kendskab til lokale forhold. En kvalitetsoversættelse tager hensyn til lokalisering.
Mange regeringer foretager oversættelser til egen brug: Canadas regering skal skrive alle officielle dokumenter på engelsk og fransk. Den Europæiske Union har mange officielle sprog og beskæftiger et stort antal oversættere.
Traktater og andre vigtige kontrakter skal oversættes. En nøjagtig oversættelse er essentiel, da forskelle kan skabe forvirring og misforståelser. Et eksempel på en problematisk oversættelse er Waitangi-traktaten, hvor der var forskel på den engelske version og maori-versionen på vigtige områder. For at forhindre lignende problemer gives ét sprog forrang, og oversættelserne er ikke bindende.
Akademiske og faglitterære tekster er som regel oversat kompetent. Metasprog-værker (om sprog) kan være yderst vanskelige at oversætte.

## Historie
Livius Andronicus' oversættelse af Homers Odysseen til latinske vers regnes som verdens første skønlitterære oversættelse.
Oversættelse af religiøse værker har spillet en vigtig rolle i verdenshistorien. Fx fordrejede de buddhistiske munke, som oversatte de indiske suttaer til kinesisk, ofte oversættelsen for at indpasse den i Kinas meget anderledes kultur. Derfor lagde de vægt på koncepter som filial piety (= sønlig fromhed).
Oversættelsen af Bibelen har været meget vigtig. Hieronymus anses for en af de største oversættere for sin oversættelse af Bibelen til latin. Hieronymus' oversættelse Vulgata blev brugt af den romersk-katolske kirke i halvandet årtusinde. Efter 1979 bruges en revideret udgave Nova Vulgata).
Reformationen medførte oversættelse af Bibelen til europæiske sprog. Det blev kritiseret af det katolske kirke og fik stor indflydelse på spaltningen mellem protestantisme og katolicisme. Martin Luthers bibel på tysk og King James' Version (The Authorized Version) på engelsk fik stor indflydelse på religion, kultur og sprog i disse lande.
Se også bibeloversættelse og fan-oversættelse.

### Maskinoversættelse
Grunden til at maskinoversættelser af computerprogrammer ikke er vellykkede er, at menneskelige oversættere ikke oversætter ordet (overfladensstrukturen i lingvistik), men snarere betydningen eller den dybere struktur. Da computere ikke er et bevidste væsener, er betydninger uforståelig for dem. Mange især ukyndige sprogbrugere anser maskinoversættelser for korrekte og afvigelser for fejl.
Maskiner, der kan oversætte, har haft begrænset succes.
Ønsket om at oversætte ved en automatiseret proces er et væsentlig mål i natursprogsprocessering.
Internet har været et lovende afprøvningssted for teknologier som Alta Vistas oversættelse Babelfish. De programmer leverer oversættelser, der stort set er forståelige, men som ikke kommer tæt på idiomatisk kvalitet. Menneskelige oversættere er stadig nødvendige,.
På områder med meget begrænset ordforråd og betydning som meteorologi kan maskinoversættelser dog hurtigt levere udmærkede automatiserede resultater. Der findes to regelbaserede danske systemer:
- Patrans til maskinel oversættelse af patentbeskrivelse fra engelsk til dansk
- GramTrans, der oversætter alle tekster som websider og dokumenter både fra dansk til engelsk og fra engelsk til dansk

Google har lanceret Google Translate, som har en statistisk tilgang, oversætter til og fra dansk.

### Computerstøttede oversættelser
Maskinoversættelser bør ikke forveksles med computerstøttede oversættelser, hvor levende oversættere anvender computerprogrammer til arbejdet.
Ud over standardprogrammer som ordbøger og grammatikker har oversætteren en række specialiserede programmer til deres rådighed som oversættelseshukommelsesprogrammer, der kan "lære" almindelige vendinger på kildesproget og foreslå oversættelsen af dem.

## Oversættelsesteori
- Walter Benjamin
- Sapir-Whorf-hypotesen